# Оласа, Лукас
Лу́кас Рене́ Ола́са Катро́фе (исп. Lucas René Olaza Catrofe; 21 июля 1994, Монтевидео) — уругвайский футболист, защитник российского клуба «Краснодар» и сборной Уругвая.

## Карьера

### Клубная карьера
Оласа начал заниматься футболом в юношеской команде «Ривер Плейта» Монтевидео. 19 февраля 2012 года дебютировал за основной состав. 24 февраля 2013 он отметился первым забитым мячом.
7 января 2014 года Оласа был отдан в аренду на один год в бразильский «Атлетико Паранаэнсе». Первый матч в новом клубе провёл 20 апреля против «Гремио».
29 июля 2015 года вновь был отдан в аренду, на этот раз в испанскую «Сельту», где выступал за резервную команду «Сельта B» в Сегунде B.
5 июля 2016 года вернулся в уругвайский чемпионат и подписал контракт с «Данубио». Сыграл за команду 27 матчей и забил 6 мячей. Также участвовал в Южноамериканском кубке 2017, где отметился дублем в матче первого этапа с бразильским «Спорт Ресифи».
27 июля 2017 года подписал контракт с аргентинским «Тальересом» Кордова. Сыграл за клуб в сезоне 2017/2018 24 мачта и забил 4 мяча.
30 июля 2018 года на правах аренды перешёл в «Бока Хуниорс». 30 января 2019 года «Бока Хуниорс» выкупил права на футболиста и сразу отдал его в аренду в испанскую «Сельту». Провёл там три сезона (63 игры и 1 мяч) в Примере. 1 февраля 2021 года отправился в аренду в «Реал Вальядолид». По окончании сезона 2020/21 вместе с командой вылетел в Сегунду. 1 июля 2021 года «Реал Вальядолид» выкупил права на Лукаса Оласа у «Бока Хуниорс». Всего за клуб сыграл три сезона (48 матчей, 1 гол). 31 января 2022 года отправился в аренду в «Эльче». 6 августа 2023 года подписал двухлетний контракт с российским клубом «Краснодар».

### В сборной
Оласа был включён в состав молодёжной сборной Уругвая для участия в чемпионате мира в Турции. На турнире защитник сыграл только в финальной встрече со сверстниками из Франции, выйдя на замену в дополнительное время. В серии послематчевых пенальти Оласа реализовал свой удар, но уругвайцы всё равно уступили.
В июне 2023 года дебютировал за основную сборную в товарищеском матче против сборной Никарагуа.

## Статистика

### Клубная
| Выступление              | Выступление      | Выступление      | Чемпионат | Чемпионат | Кубки | Кубки | Континент. | Континент. | Итого | Итого |
| Клуб                     | Лига             | Сезон            | Игры      | Голы      | Игры  | Голы  | Игры       | Голы       | Игры  | Голы  |
| ------------------------ | ---------------- | ---------------- | --------- | --------- | ----- | ----- | ---------- | ---------- | ----- | ----- |
| Ривер Плейт (Монтевидео) | Примера          | 2011/12          | 1         | 0         | —     | —     | —          | —          | 1     | 0     |
| Ривер Плейт (Монтевидео) | Примера          | 2012/13          | 15        | 1         | —     | —     | 4          | 0          | 19    | 1     |
| Ривер Плейт (Монтевидео) | Примера          | 2013/14          | 15        | 6         | —     | —     | —          | —          | 15    | 6     |
| Ривер Плейт (Монтевидео) | Итого            | Итого            | 31        | 7         | 0     | 0     | 4          | 0          | 35    | 7     |
| → Атлетико Паранаэнсе    | Серия А          | 2014             | 6         | 0         | —     | —     | 0          | 0          | 6     | 0     |
| → Атлетико Паранаэнсе    | Итого            | Итого            | 6         | 0         | 0     | 0     | 0          | 0          | 6     | 0     |
| → Сельта B               | Сегунда Б        | 2015/16          | 24        | 0         | —     | —     | —          | —          | 24    | 0     |
| → Сельта B               | Итого            | Итого            | 24        | 0         | 0     | 0     | 0          | 0          | 24    | 0     |
| Данубио                  | Примера          | 2016             | 5         | 0         | —     | —     | —          | —          | 5     | 0     |
| Данубио                  | Примера          | 2017             | 22        | 6         | —     | —     | 2          | 2          | 24    | 8     |
| Данубио                  | Итого            | Итого            | 27        | 6         | 0     | 0     | 2          | 2          | 29    | 8     |
| Тальерес (Кордова)       | Примера          | 2017/18          | 24        | 4         | —     | —     | —          | —          | 24    | 4     |
| Тальерес (Кордова)       | Итого            | Итого            | 24        | 4         | 0     | 0     | 0          | 0          | 24    | 4     |
| Бока Хуниорс             | Примера          | → 2017/18        | 4         | 0         | 1     | 0     | 6          | 0          | 11    | 0     |
| Бока Хуниорс             | Примера          | 2018/19          | 0         | 0         | 0     | 0     | 0          | 0          | 0     | 0     |
| Бока Хуниорс             | Итого            | Итого            | 4         | 0         | 1     | 0     | 6          | 0          | 11    | 0     |
| → Сельта                 | Ла Лига          | 2017/18          | 10        | 0         | 0     | 0     | —          | —          | 10    | 0     |
| → Сельта                 | Ла Лига          | 2019/20          | 35        | 1         | 2     | 0     | —          | —          | 37    | 1     |
| → Сельта                 | Ла Лига          | 2020/21          | 18        | 0         | 0     | 0     | —          | —          | 18    | 0     |
| → Сельта                 | Итого            | Итого            | 63        | 1         | 2     | 0     | 0          | 0          | 65    | 1     |
| Реал Вальядолид          | Ла Лига          | → 2020/21        | 14        | 1         | 0     | 0     | —          | —          | 14    | 1     |
| Реал Вальядолид          | Ла Лига          | 2021/22          | 11        | 0         | 3     | 0     | —          | —          | 14    | 0     |
| Реал Вальядолид          | Ла Лига          | 2022/23          | 22        | 0         | 0     | 0     | —          | —          | 22    | 0     |
| Реал Вальядолид          | Итого            | Итого            | 47        | 1         | 3     | 0     | 0          | 0          | 50    | 1     |
| → Эльче                  | Ла Лига          | 2021/22          | 5         | 1         | —     | —     | —          | —          | 5     | 1     |
| → Эльче                  | Итого            | Итого            | 5         | 1         | 0     | 0     | 0          | 0          | 5     | 1     |
| Краснодар                | Премьер-лига     | 2023/24          | 25        | 1         | 4     | 0     | —          | —          | 29    | 1     |
| Краснодар                | Премьер-лига     | 2024/25          | 27        | 1         | 6     | 0     | —          | —          | 33    | 1     |
| Краснодар                | Премьер-лига     | 2025/26          | 4         | 0         | 1     | 0     | —          | —          | 5     | 0     |
| Краснодар                | Итого            | Итого            | 56        | 2         | 11    | 0     | —          | —          | 67    | 2     |
| Всего за карьеру         | Всего за карьеру | Всего за карьеру | 288       | 22        | 17    | 0     | 12         | 2          | 317   | 24    |

#### Международные кубки Лукаса Оласы
| № | Дата            | Оппонент | Стадион                                         | Счёт | Голы | Пасы | Карточки | Минуты  | Соревнование                        |
| - | --------------- | -------- | ----------------------------------------------- | ---- | ---- | ---- | -------- | ------- | ----------------------------------- |
| 1 | 1 августа 2013  | Блуминг  | «Рамон Тауичи Агилера», Санта-Крус-де-ла-Сьерра | 1:0  | —    | —    | 77'      | 90'     | Кубок Южной Америки 2013 (1-й этап) |
| 2 | 7 августа 2013  | Блуминг  | «Луис Франсини», Монтевидео                     | 4:0  | —    | —    | —        | 90'     | Кубок Южной Америки 2013 (1-й этап) |
| 3 | 22 августа 2013 | Итагуи   | «Метрополитано», Итагуи                         | 0:1  | —    | —    | —        | 33' 33' | Кубок Южной Америки 2013 (2-й этап) |
| 4 | 29 августа 2013 | Итагуи   | «Луис Франсини», Монтевидео                     | 0:0  | —    | —    | —        | 90'     | Кубок Южной Америки 2013 (2-й этап) |

Итого: сыграно матчей: 4 / забито голов: 0; победы: 2, ничьи: 1, поражения: 1.
| № | Дата          | Оппонент     | Стадион                          | Счёт     | Голы    | Пасы | Карточки | Минуты | Соревнование                        |
| - | ------------- | ------------ | -------------------------------- | -------- | ------- | ---- | -------- | ------ | ----------------------------------- |
| 1 | 7 апреля 2017 | Спорт Ресифи | «Илья-ду-Ретиру», Ресифи         | 0:3      | —       | —    | —        | 90'    | Кубок Южной Америки 2017 (1-й этап) |
| 2 | 15 мая 2017   | Спорт Ресифи | «Кампеон-дель-Сигло», Монтевидео | 2:4(пен) | 23′ 56′ | —    | —        | 90'    | Кубок Южной Америки 2017 (1-й этап) |

Итого: сыграно матчей: 2 / забито голов: 2; победы: 0, ничьи: 0, поражения: 2.
| № | Дата             | Оппонент    | Стадион                     | Счёт       | Голы | Пасы | Карточки | Минуты | Соревнование                         |
| - | ---------------- | ----------- | --------------------------- | ---------- | ---- | ---- | -------- | ------ | ------------------------------------ |
| 1 | 20 сентября 2018 | Крузейро    | «Бомбонера», Буэнос-Айрес   | 2:0        | —    | —    | 55'      | 90'    | Кубок Либертадорес 2018 (1/4 финала) |
| 2 | 5 октября 2018   | Крузейро    | «Минейран», Белу-Оризонти   | 1:1        | —    | —    | —        | 90'    | Кубок Либертадорес 2018 (1/4 финала) |
| 3 | 25 октября 2018  | Палмейрас   | «Бомбонера», Буэнос-Айрес   | 2:0        | —    | —    | 29'      | 90'    | Кубок Либертадорес 2018 (1/2 финала) |
| 4 | 1 ноября 2018    | Палмейрас   | «Альянс Парке», Сан-Паулу   | 2:2        | —    | —    | —        | 90'    | Кубок Либертадорес 2018 (1/2 финала) |
| 5 | 11 ноября 2018   | Ривер Плейт | «Бомбонера», Буэнос-Айрес   | 2:2        | —    | —    | —        | 90'    | Кубок Либертадорес 2018 (Финал)      |
| 6 | 9 декабря 2018   | Ривер Плейт | «Сантьяго Бернабеу», Мадрид | 1:3 (д.в.) | —    | —    | —        | 120'   | Кубок Либертадорес 2018 (Финал)      |

Итого: сыграно матчей: 6 / забито голов: 0; победы: 2, ничьи: 3, поражения: 1.

### Сборная
| Матчи и голы Лукаса Оласы за сборную Уругвая | Матчи и голы Лукаса Оласы за сборную Уругвая | Матчи и голы Лукаса Оласы за сборную Уругвая | Матчи и голы Лукаса Оласы за сборную Уругвая | Матчи и голы Лукаса Оласы за сборную Уругвая | Матчи и голы Лукаса Оласы за сборную Уругвая | Матчи и голы Лукаса Оласы за сборную Уругвая |
| №                                            | Дата                                         | Оппонент                                     | Счёт                                         | Голы                                         | Соревнование                                 |                                              |
| -------------------------------------------- | -------------------------------------------- | -------------------------------------------- | -------------------------------------------- | -------------------------------------------- | -------------------------------------------- | -------------------------------------------- |
| 1                                            | 14 июня 2023                                 | Никарагуа                                    | 4:1                                          | —                                            | Товарищеский матч                            |                                              |
| -                                            | 23 марта 2024                                | Страна Басков                                | 1:1                                          | —                                            | Товарищеский матч                            |                                              |
| 2                                            | 6 июня 2024                                  | Мексика                                      | 4:0                                          | —                                            | Товарищеский матч                            |                                              |
| 3                                            | 28 июня 2024                                 | Боливия                                      | 5:0                                          | —                                            | Кубок Америки 2024 (группа C)                |                                              |
| 4                                            | 14 июля 2024                                 | Канада                                       | 2:2 (5:4 пен)                                | —                                            | Кубок Америки 2024 (за 3-е место)            |                                              |
| 5                                            | 7 сентября 2024                              | Парагвай                                     | 0:0                                          | —                                            | Отбор ЧМ-2026                                |                                              |
| 6                                            | 11 сентября 2024                             | Венесуэла                                    | 0:0                                          | —                                            | Отбор ЧМ-2026                                |                                              |

Итого: 6 матчей / 0 голов; 4 победы, 2 ничьих, 0 поражений.
| №  | Дата             | Клуб                     | Соревнование                         | Место, зрителей                               | Соперник                 | Вратарь         | Гол счёт матча  | тип гола     | ссылка |
| -- | ---------------- | ------------------------ | ------------------------------------ | --------------------------------------------- | ------------------------ | --------------- | --------------- | ------------ | ------ |
| 1  | 24 февраля 2013  | Ривер Плейт (Монтевидео) | Чемпионат Уругвая 12/13 (Кл.-1 тур)  | «Парке Артигас», Лас-Пьедрас (Г), н/д         | Хувентуд Лас-Пьедрас     | Бербия А.       | 3—0 (4—0)       | ногой-левой  |        |
| 2  | 15 сентября 2013 | Ривер Плейт (Монтевидео) | Чемпионат Уругвая 13/14 (Ап.-4 тур)  | «Парке Сарольди», Монтевидео (Д), н/д         | Ливерпуль (Монтевидео)   | Де Аморес Г.    | 1—0 (2—0)       | пенальти     |        |
| 3  | 19 октября 2013  | Ривер Плейт (Монтевидео) | Чемпионат Уругвая 13/14 (Ап.-7 тур)  | «Парке Капурро», Монтевидео (Г), н/д          | Феникс (Монтевидео)      | Гарсия Р.       | 1—0 (2—1)       | штрафной     |        |
| 4  | 10 ноября 2013   | Ривер Плейт (Монтевидео) | Чемпионат Уругвая 13/14 (Ап.-10 тур) | «Парке Сарольди», Монтевидео (Д), н/д         | Хувентуд Лас-Пьедрас     | Гонгора М.      | 3—2 (3—2)       | штрафной     |        |
| 5  | 23 ноября 2013   | Ривер Плейт (Монтевидео) | Чемпионат Уругвая 13/14 (Ап.-12 тур) | «Хардинес-дель-Иподромо», Монтевидео (Г), н/д | Данубио                  | Ичасо С.        | 2—0 (2—1)       | штрафной     |        |
| 6  | 1 декабря 2013   | Ривер Плейт (Монтевидео) | Чемпионат Уругвая 13/14 (Ап.-13 тур) | «Парке Сарольди», Монтевидео (Д), 3 000       | Эль Танке Сислей         | Перес Н.        | 1—1 (1—1)       | штрафной     |        |
| 7  | 8 декабря 2013   | Ривер Плейт (Монтевидео) | Чемпионат Уругвая 13/14 (Ап.-14 тур) | «Освальдо Роберто», Монтевидео (Г), 2 200     | Расинг (Монтевидео)      | Хельпи Л.       | 3—0 (3—0)       | штрафной     |        |
| 8  | 13 февраля 2017  | Данубио                  | Чемпионат Уругвая 2017 (Ап.-2 тур)   | «Гран Парке Сентраль», Монтевидео (Г), н/д    | Насьональ (Монтевидео)   | Конде Э.        | 0—1 (2—1)       | штрафной     |        |
| 9  | 11 марта 2017    | Данубио                  | Чемпионат Уругвая 2017 (Ап.-6 тур)   | «Парке Палермо», Монтевидео (Г), н/д          | Насьональ (Монтевидео)   | Бароха А.       | 0—1 (2—2)       | штрафной     |        |
| 10 | 30 апреля 2017   | Данубио                  | Чемпионат Уругвая 2017 (Ап.-13 тур)  | «Стадион олим.чемпионов», Монтевидео (Г), н/д | Эль Танке Сислей         | Сальгуейро Г.   | 1—0 (4—2)       | пенальти     |        |
| 11 | 12 мая 2017      | Данубио                  | Южноамериканский кубок 2017 (1 этап) | «Сентенарио», Монтевидео (Д), н/д             | Спорт Ресифи             | Маграо          | 0—2 (2—4(пен.)) | пенальти     |        |
| 12 | 12 мая 2017      | Данубио                  | Южноамериканский кубок 2017 (1 этап) | «Сентенарио», Монтевидео (Д), н/д             | Спорт Ресифи             | Маграо          | 0—3 (2—4(пен.)) | пенальти     |        |
| 13 | 14 мая 2017      | Данубио                  | Чемпионат Уругвая 2017 (Ап.-15 тур)  | «Стадион Хосе Насаси», Монтевидео (Г), н/д    | Бостон Ривер             | Бербия А.       | 2—0 (3—0)       | пенальти     |        |
| 14 | 14 мая 2017      | Данубио                  | Чемпионат Уругвая 2017 (Ап.-15 тур)  | «Стадион Хосе Насаси», Монтевидео (Г), н/д    | Бостон Ривер             | Бербия А.       | 3—0 (3—0)       | пенальти     |        |
| 15 | 1 июля 2017      | Данубио                  | Чемпионат Уругвая 2017 (турнир)      | «Парке Сарольди», Монтевидео (Г), н/д         | Ривер Плейт (Монтевидео) | Ольвейра Г.     | 2—0 (2—0)       | пенальти     |        |
| 16 | 23 сентября 2017 | Тальерес (Кордова)       | Чемпионат Аргентины 17/18 (4 тур)    | «Чакарита Хуниорс», Сан-Мартин (Г), н/д       | Чакарита Хуниорс         | Фернандес П.    | 1—0 (1—0)       | штрафной     |        |
| 17 | 29 октября 2017  | Тальерес (Кордова)       | Чемпионат Аргентины 17/18 (7 тур)    | «Стадион Ла Бутик», Кордова (Д), н/д          | Ривер Плейт              | Баталья А.      | 4—0 (4—0)       | пенальти     |        |
| 18 | 27 января 2018   | Тальерес (Кордова)       | Чемпионат Аргентины 17/18 (13 тур)   | «Стадион Ла Бутик», Кордова (Д), н/д          | Сан-Лоренсо де Альмагро  | Наварро Н.      | 1—0 (2—0)       | пенальти     |        |
| 19 | 11 февраля 2018  | Тальерес (Кордова)       | Чемпионат Аргентины 17/18 (15 тур)   | «Стадион Ла Бутик», Кордова (Д), н/д          | Банфилд                  | Альтамирано Ф.  | 1—0 (1—0)       | пенальти     |        |
| 20 | 9 ноября 2019    | Сельта                   | Чемпионат Испании 19/20 (13 тур)     | «Камп Ноу», Барселона (Г), 71 209             | Барселона                | Тер Стеген М.   | 1—1 (1—4)       | штрафной     |        |
| 21 | 21 января 2021   | Реал Вальядолид          | Чемпионат Испании 20/21 (31 тур)     | «Мануэль Мартинес Валеро», Эльче (Г), без/зр  | Эльче                    | Гассанига П.    | 1—1 (1—1)       | головой      |        |
| 22 | 22 мая 2022      | Эльче                    | Чемпионат Испании 21/22 (38 тур)     | «Мануэль Мартинес Валеро», Эльче (Д), 17 336  | Хетафе                   | Сория Д.        | 1—1 (3—1)       | грудью       |        |
| 23 | 13 апреля 2024   | Краснодар                | РПЛ 23/24 (24 тур)                   | «Краснодар», Краснодар (Д), 35 250            | Зенит                    | Кержаков Михаил | 1—0 (1—2)       | правой ногой | 1:20   |

## Достижения
«Краснодар»
- Чемпион России: 2024/25
- Серебряный призёр чемпионата России: 2023/24

«Бока Хуниорс»
- Финалист Кубка Либертадорес: 2018

«Сборная Уругвая»
- Бронзовый призёр Кубка Америки: 2024

### Личные
- В списках 33 лучших футболистов чемпионата России (1): № 3 — 2024/25.